# Таджикская государственная филармония
Государственная филармония имени Акашарифа Джураева (тадж. Филармонияи давлатии Тоҷикистон ба номи Акашариф Ҷӯраев) — государственное учреждение культуры в городе Душанбе, Республики Таджикистан. Она названа в честь одного из самых знаменитых артистов Таджикистана Акашарифа Джураева.

## История
Таджикская государственная филармония имени Акашарифа Джураева была основана 13 августа 1937 года на базе актерского коллектива Таджикского музыкального театра, самодеятельных профессиональных творческих коллективов, а также известных певцов и танцоров из различных регионов Таджикистана с целью будущее развитие таджикского музыкального искусства.

## Награды
- 1941 год — орден Трудового Красного Знамени (за выдающиеся успехи в развитии таджикского музыкального искусства)[3].